# Districts électoraux de Nouvelle-Galles du Sud
L'Assemblée législative de Nouvelle-Galles du Sud (New South Wales Legislative Assembly) est composée de 93 députés qui représentent chacun une circonscription électorale appelée district.
La seule circonscription électorale actuelle qui n'a jamais été abolie à Parramatta.

## Districts électoraux actuels de Nouvelle-Galles du Sud
- Albury
- Auburn
- Badgerys Creek
- Ballina
- Balmain (1880-1894: Balmain; 1894-1904: Balmain Nord et Balmain Sud; 1904-1991: Balmain; recréé en 2007)
- Bankstown
- Barwon
- Bathurst
- Bega
- Blacktown
- Blue Mountains
- Cabramatta
- Camden
- Campbelltown
- Canterbury
- Castle Hill (créé en 2007, remplace l'ancien The Hills)
- Cessnock
- Charlestown
- Clarence
- Coffs Harbour
- Coogee
- Cootamundra
- Cronulla
- Davidson
- Drummoyne
- Dubbo
- East Hills
- Epping
- Fairfield
- Gosford
- Goulburn (1859-1991 et recréé en 2007, 3 membres entre 1920 et 1927)
- Granville
- Haut Hunter
- Hawkesbury
- Heathcote
- Heffron
- Holsworthy
- Hornsby
- Keira
- Kellyville
- Kiama
- Kogarah
- Lac Macquarie
- Lane Cove
- Lismore
- Liverpool
- Londonderry
- Macquarie Fields
- Maitland
- Manly
- Maroubra
- Miranda
- Monaro
- Mount Druitt
- Murray
- Myall Lakes
- Newcastle
- Newtown
- North Shore
- Northern Tablelands
- Oatley (1927-1930 et recréé en 2007, remplace principalement l'ancien Georges River.)
- Orange
- Oxley
- Parramatta
- Penrith
- Pittwater
- Port Macquarie
- Port Stephens
- Prospect
- Riverstone
- Rockdale
- Ryde
- Shellharbour (créé en 2007, remplace principalement l'ancien Illawarra.)
- South Coast
- Strathfield
- Summer Hill
- Swansea
- Sydney (1856-59, 4 membres, appelé Sydney (City) en 1856-57; 1920-27, 6 membres; et recréé en 2007, remplace principalement l'ancien Bligh)
- Tamworth
- Terrigal (créé en 2007, remplace principalement l'ancien Gosford)
- The Entrance
- Tweed
- Vaucluse
- Wagga Wagga
- Wahroonga
- Wakehurst
- Wallsend
- Willoughby
- Winston Hills
- Wollondilly (1904-1981, 3 membres entre 1920 et 1927, recréé en 2007, remplace principalement l'ancien Southern Highlands.)
- Wollongong
- Wyong